# Eris (planeta enano)
Eris o (136199) Eris (símbolo: ) es un planeta enano del sistema solar. Es el objeto transneptuniano más masivo, el segundo más grande después de Plutón y el cuerpo más grande del sistema solar que no ha sido visitado por una sonda espacial. Tiene un diámetro de 2326±12 km, ligeramente inferior a los 2377±2 km del de Plutón, y una masa un 27 % mayor que la de Plutón. En cambio, solo representa el 0,27 % de la masa terrestre. Fue descubierto en enero de 2005 por un equipo del observatorio Palomar dirigido por Michael E. Brown; su identidad fue verificada más tarde ese mismo año. Es un objeto transneptuniano (TNO), miembro de una población de objetos de alta excentricidad conocida como disco disperso, y posee un satélite llamado Disnomia. Estos objetos han sido arrastrados a una órbita más lejana de lo habitual por interacciones gravitatorias con Neptuno en las etapas iniciales de la formación del sistema solar. En febrero de 2016 su distancia al Sol era de 96,3 ua, alrededor de tres veces la de Plutón. Con la excepción de algunos cometas, Eris y Disnomia eran por entonces el segundo objeto natural más lejano del sistema solar  (el más lejano era V774104 descubierto en noviembre de 2015 a 103 ua).
Puesto que Eris parecía ser más grande que Plutón, la NASA lo consideró inicialmente como el décimo planeta del sistema solar, al igual que sus descubridores y los medios de comunicación. La perspectiva de que en el futuro se descubriesen otros objetos de tamaño similar, motivó a la Unión Astronómica Internacional (UAI) para definir el término «planeta» por primera vez mediante una resolución el 24 de agosto de 2006. Asimismo, la Asamblea determinó que Eris era un planeta enano, junto con Ceres, Plutón, Haumea y Makemake, por lo que se reducía el número de planetas conocidos del sistema solar a ocho, la misma cantidad que existía antes del descubrimiento de Plutón. Además, en julio de 2008 se creó la categoría plutoides en la que se incluyó a los planetas enanos excepto Ceres.
La observación de una ocultación estelar por Eris en 2010 mostró que su diámetro era de 2326±12 km, no muy diferente del de Plutón. Después de que la New Horizons estableciera el diámetro de Plutón en 2372±4 km en julio de 2015, se concluyó que Eris es un poco más pequeño que Plutón.

## Historia

### Descubrimiento

Animación que muestra el movimiento del planeta enano Eris en las tres imágenes usadas para su descubrimiento, en un periodo de tres horas.

Eris fue descubierto por el equipo de Michel Brown, Chad Trujillo, y David Lincoln Rabinowitz el 8 de enero de 2005 a partir de imágenes tomadas el 21 de octubre de 2003. El descubrimiento fue anunciado el 29 de julio de 2005, el mismo día que otros dos grandes objetos del cinturón de Kuiper: Haumea y Makemake.
El equipo investigador había estado buscando sistemáticamente objetos del sistema solar exterior durante varios años y ya había estado relacionado con el descubrimiento de otros grandes objetos transneptunianos, incluyendo a (50000) Quaoar y (90377) Sedna. 
Observaciones rutinarias habían sido tomadas por el equipo el 31 de octubre de 2003 usando el telescopio de 48 pulgadas Samuel Oschin de Monte Palomar en California. Pero el objeto no fue descubierto hasta enero de 2005, cuando más imágenes de la misma zona mostraron su lenta evolución sobre el fondo de estrellas. Observaciones subsiguientes permitieron determinar la órbita, que a su vez dieron una estimación de la distancia y el tamaño. 
El equipo había planeado aplazar el anuncio hasta que se hicieran más observaciones que permitieran determinaciones más acertadas del tamaño y masa del cuerpo, pero aparentemente habrían sido forzados a adelantar el anuncio al conocer que el rumor del descubrimiento se habría difundido y podría ser anunciado por alguien más.

### Nombre

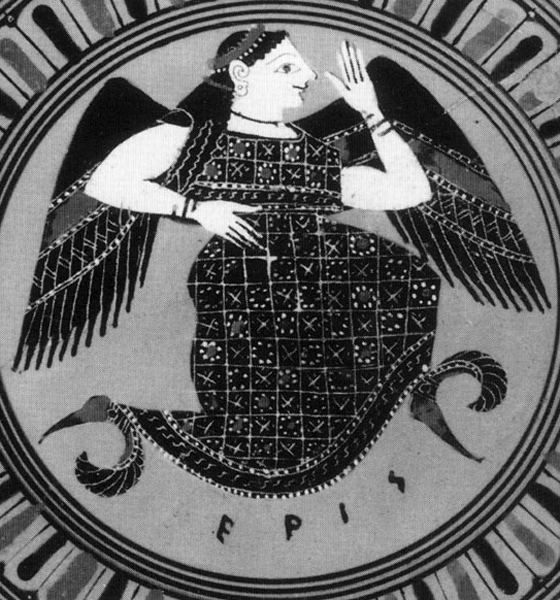
Imagen de Eris, diosa de la discordia.

Inicialmente fue catalogado como 2003 UB313, de acuerdo a las convenciones de nomenclatura de astronomía para asteroides. El 13 de septiembre de 2006 recibió su denominación definitiva: Eris. Si bien inicialmente fue bautizado extraoficialmente como Xena en honor de la serie del mismo nombre por sus descubridores.
Los nombres iniciales fueron elegidos por Mike Brown pero el nombre oficial de este cuerpo tuvo que esperar hasta que se determinase la naturaleza de Eris como planeta o no (véase el artículo Redefinición de planeta de 2006). Posteriormente Brown presentó su propuesta oficial de nombres, que en votación casi unánime la Unión Astronómica Internacional aceptó como nombre oficial de este cuerpo.
Eris, o Éride (ambas formas son correctas en castellano) es la deidad griega equivalente a la latina Discordia, que según la mitología inició con sus acciones los acontecimientos que llevarían a la guerra de Troya; resulta especialmente adecuado ya que el descubrimiento de Eris supuso el inicio del proceso de redefinición de Plutón a planeta enano y una nueva clasificación de los cuerpos del sistema solar. Disnomia, hija de Eris y la divinidad del desorden civil y la ilegalidad, el nombre de su satélite,

## Órbita

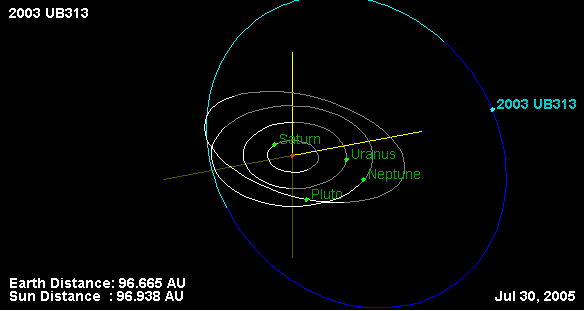
Posición de Eris el 30 de julio de 2005.

Eris tiene un período orbital de unos 557 años y actualmente se encuentra casi a la máxima distancia posible del Sol (afelio), a unas 95,7 unidades astronómicas de la Tierra (14.316 millones de kilómetros). Igual que Plutón, su órbita es muy excéntrica y llega a unas 35 AU del Sol durante el perihelio (la distancia de Plutón al Sol varía entre 29 y 49,5 AU, mientras que Neptuno órbita a unas 30 AU). Al contrario que los planetas telúricos y los gigantes de gas, cuyas órbitas están aproximadamente en el mismo plano que el de la Tierra, la órbita de 2003 UB313 está muy inclinada, unos 44° respecto a la eclíptica.
La inclinación de su órbita es responsable de que no haya sido descubierto hasta ahora, dado que la mayoría de las búsquedas de objetos grandes en las áreas más alejadas del sistema solar se concentran en el plano de la eclíptica, en el cual se encuentra la mayoría de la materia del sistema solar.

## Características físicas

### Tamaño, masa y densidad

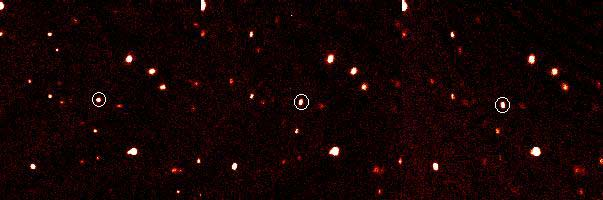
Movimiento de Eris contra el fondo de estrellas.

Usando imágenes del telescopio espacial Hubble, en 2005 se calculó el diámetro de Eris en 2397±100 km. El tamaño de un objeto viene determinado por su magnitud absoluta (H) y el albedo, la cantidad de luz que refleja. A una distancia de 97 ua un objeto con un diámetro de 3000 km tendría un diámetro angular de 40 milisegundos de arco, dimensión medible por el Hubble —aunque está en su límite de resolución—. Técnicas sofisticadas de procesamiento de imágenes como la deconvolución se pueden utilizar para medir tales diámetros angulares con bastante precisión.
Esto hacía que Eris tuviera aproximadamente el mismo tamaño que Plutón (2372±4 km). También indicaba un albedo de 0,96: el más alto del sistema solar tras el de Encelado. Una posible explicación es que los hielos superficiales se van reponiendo por las fluctuaciones de temperatura debidas a su órbita excéntrica. En 2007, una serie de observaciones de grandes objetos transneptunianos con el telescopio espacial Spitzer dieron valores para el radio de unos 2600 km con un error de +400 y –200 km. Los cálculos del Spitzer y el Hubble se superponían en el rango 2400-2500 km, entre un 4 y un 8 % más grande que Plutón. Los astrónomos sospechan que el eje de rotación de Eris está apuntando al Sol, lo que haría al hemisferio iluminado más cálido de lo normal y sesgar las medidas en los valores más altos del infrarrojo. Así, el resultado de la ocultación de 2010 vista desde Chile está más en línea con los resultados del Hubble de 2005.
En noviembre de 2010 los resultados preliminares de una ocultación estelar hecha por Eris ponían en duda las anteriores estimaciones de su tamaño. Los equipos anunciaron los resultados definitivos en octubre de 2011: arrojaban un diámetro de 2326±12 km. Su masa en cambio se puede calcular con una precisión mayor. Basándose en el valor del periodo de traslación de Disnomia (15 774 días), los científicos establecen que Eris es un 27 % más masivo que Plutón. Combinando ambos datos (diámetro y masa), se tienen que su densidad es de 2,52±0,07 g/cm³, bastante más denso que Plutón y, por lo tanto, compuesto en gran parte de materiales rocosos.
Modelos de calentamiento interno mediante la desintegración radiactiva sugieren que Eris podría tener un océano interno en el límite entre el manto y el núcleo.
En julio de 2015, tras casi diez años de considerar a Eris el noveno objeto conocido más grande que orbita directamente alrededor del Sol, las imágenes de la misión New Horizons determinaron con mayor precisión el volumen de Plutón, que resultó ser más grande que el de Eris en contra de los que se pensaba anteriormente. Por lo tanto, Eris pasó a ser el décimo objeto más grande conocido en orbitar directamente alrededor del Sol, aunque no en masa.

### Superficie

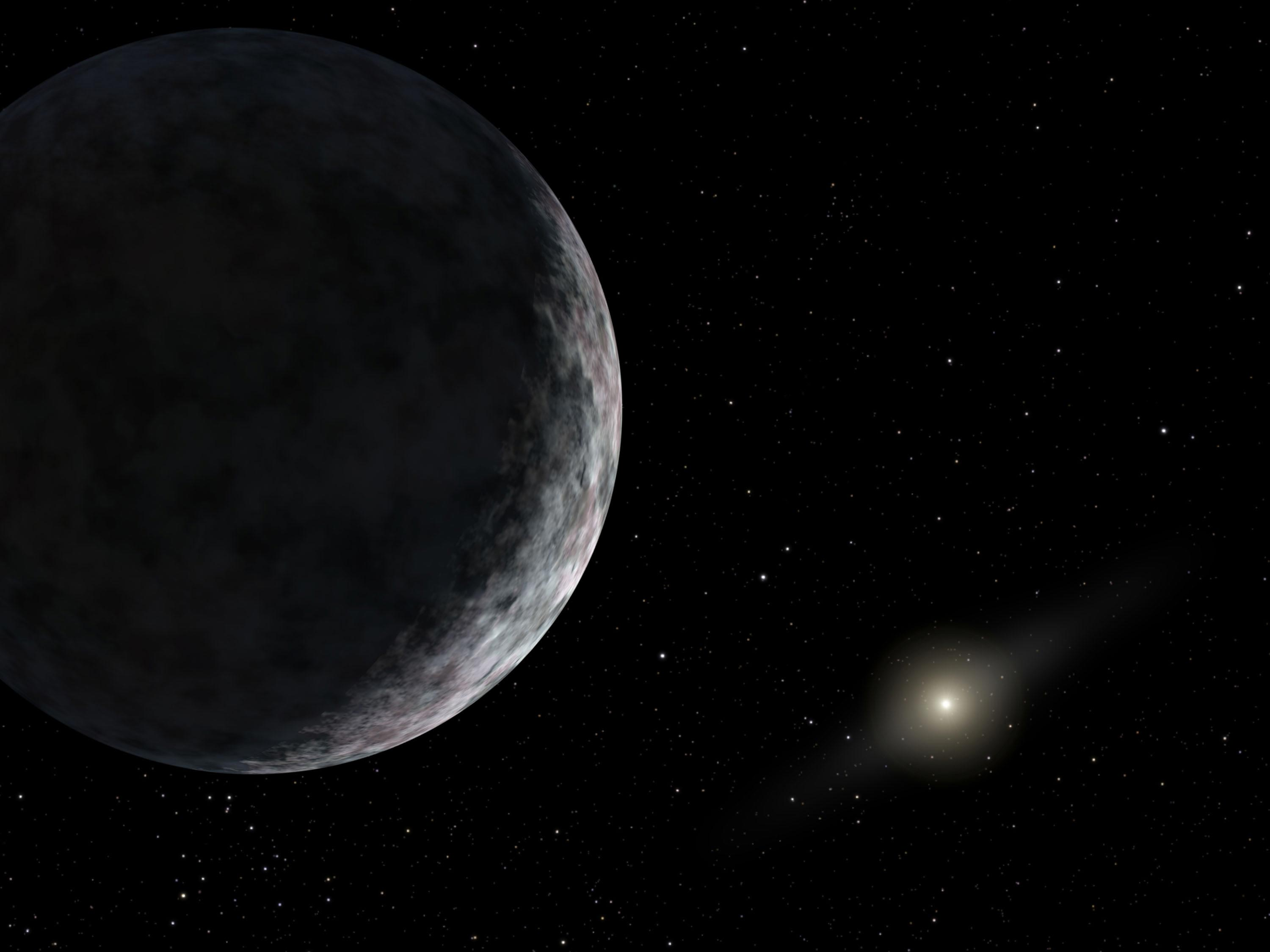
Impresión artística de una vista hacia el Sol desde las cercanías de Eris.

Este planeta enano tiene tres capas, la primera es la corteza o el mantillo compuesto por 90% de nitrógeno , la segunda es la capa más dura es de hielo y está compuesta por  un 10% de metano , el núcleo es rocoso y magmático. 
Eris es uno de los cuerpos de mayor albedo (que más radiación refleja) en todo el sistema solar pv = 0,96 (+0,09 -0,04), lo que podría explicarse por el metano helado que cubre su superficie. 
El objeto es lo bastante brillante, con una magnitud aparente de 18.7 en banda V, para ser captado con una cámara CCD a través de un telescopio relativamente modesto. El equipo descubridor continuó el estudio tras la identificación de Eris a través de métodos espectroscópicos realizados en el telescopio Gemini North en Hawái. La luz infrarroja del objeto reveló presencia de metano helado, lo que indica que la superficie de Eris es bastante similar a la de Plutón. Es uno de los tres únicos objetos del cinturón de Kuiper que ha revelado la presencia de metano, aparte de Plutón y su satélite Caronte. El satélite de Neptuno, Tritón, está relacionado con el cinturón de Kuiper con toda probabilidad y también presenta metano en la superficie. El metano es muy volátil y su presencia en Eris muestra que siempre ha estado en el extremo exterior del sistema solar en el que hace suficiente frío para conservar el metano helado. Otros estudios realizados por el grupo del Dr. Licandro a partir del espectro visible de Eris, muestran que además de hielo de metano puro, podemos encontrar metano diluido en nitrógeno en la superficie de Eris y moléculas orgánicas complejas, producidas por la irradiación del metano puro, que otorgan a la superficie de Eris un color rojizo.

## Satélite

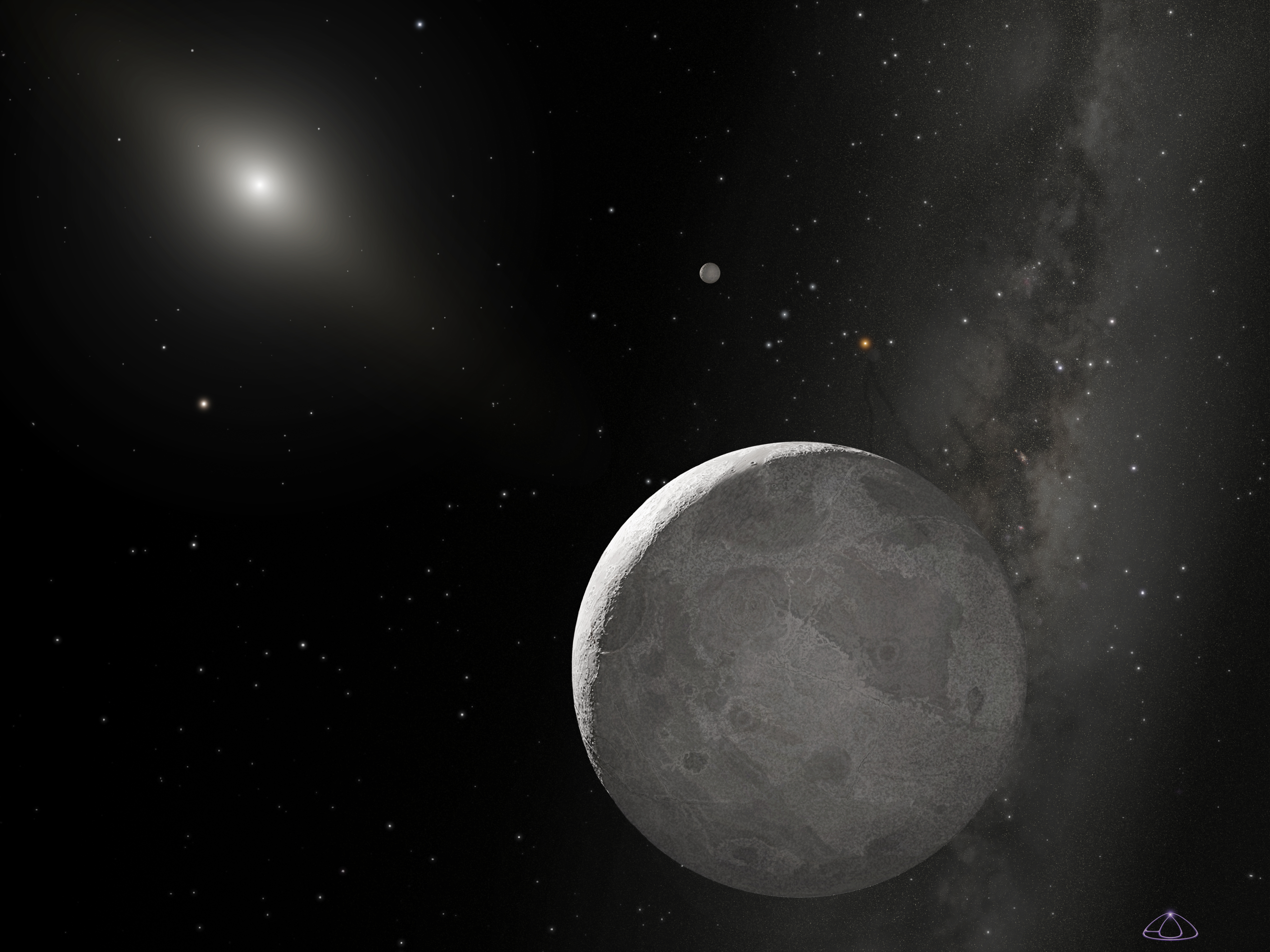
Eris y su luna

En 2005, el equipo de óptica adaptativa de los telescopios Keck de Hawái observaron los cuatro objetos transneptunianos más brillantes con el sistema de óptica adaptativa guiada por láser de reciente puesta a punto. Las imágenes del 10 de septiembre revelaron la presencia de un satélite en órbita alrededor de Eris. Teniendo en cuenta que por entonces se estaba usando el apodo «Xena» para el planeta enano, el equipo de Brown dio al satélite el sobrenombre de «Gabrielle», la compañera de la televisiva princesa guerrera. Cuando la Unión Astronómica Internacional aprobó el nombre oficial de Eris, el satélite recibió el nombre de Disnomia por la diosa griega de la ilegalidad, hija de Éride. Brown dijo que lo escogió por su similitud con el nombre de su esposa Diane. Disnomia también retiene una referencia oblicua a Xena, el viejo nombre informal de Eris, personaje interpretado en la pantalla por Lucy Lawless.